# Katharina von Zimmern
Katharina von Zimmern, född 1478, död 17 augusti 1547, var en furstlig abbedissa av det självständiga klosterstiftet Fraumünster i Zürich från 1496 till 1524, och därmed monark inom det Tysk-Romerska Riket. Hon var den sista i denna position. 

## Biografi
Katharina var dotter till Johannes Werner, herre av Zimmern, och placerades i kloster av sin far tillsammans med sin syster Anna år 1494. 
Hon valdes till abbedissa vid arton års ålder 1496, och blev då autonom furstinna med rang av monark för det självständiga stiftet. Det innebar att hon styrde staden och regionen Zürich som regerande furste, eftersom staden lydde under klosterstiftet. Hennes regering tycks ha varit framgångsrik, och det finns ingen dokumentation om missnöje i någon av stadens välbevarade rättshandlingar. 
1523-24 genomfördes reformationen i Zürich av Zwingli. Katharina von Zimmern stödde reformationen och agerade som Zwinglis beskyddare. Det beskydd Zwingli fick av Katharina von Zimmern, abbedissa av Fraumünster i Zürich och representant för kejsaren och de facto härskare över Zürich, var avgörande för införandet av reformationen i Zürich. Utan hennes stöd och godkännande kunde reformationen inte ha införts i Zürich, då hon var stadens härskare, och hon hade samarbetat med och godkänt de reformer Zwingli införde. Den 7 december 1524 upplöstes klosterstaten med hennes godkännande, vilket även innebar att hennes egen regering var över, och hon lämnade ifrån sig statens nycklar. 
Katharina gifte sig 1525 med Eberhard von Reischach (död 1531).